# کلونیدین
کلونیدین (به انگلیسی: Clonidine) که نام تجاری Catapres و نام‌هایی دیگر فروخته می‌شود، دارویی است که برای درمان فشار خون بالا، اختلال کمبود توجه بیش‌فعالی، ترک دارو (الکل، مواد افیونی یا استعمال دخانیات)، گرگرفتگی یائسگی، اسهال، اسپاستیسیتی و برخی شرایط خاص درد استفاده می‌شود. این دارو از طریق دهان به‌صورت قرص، تزریق یا به عنوان پچ پوستی استفاده می‌شود. شروع عمل معمولاً ظرف یک ساعت است و تأثیر آن بر فشار خون تا هشت ساعت است. کلونیدین از داروهای کاهندهٔ فشارخون و اضطراب است.

## موارد مصرف
کلونیدین برای اعصاب، پیشگیری از بروز حملات میگرن، به عنوان داروی کمکی در درمان قاعدگی دردناک و گرگرفتگی ناشی از یائسگی و برای رفع سریع عوارض ناشی از سندرم قطع مصرف شبه تریاک و متادون الکل-بنزودیازپین‌ها و اختلال کمبود توجه بیش‌فعالی مصرف می‌شود.
کلونیدین ممکن است برای کاهش فشار خون مقاوم در افراد مبتلا به فشار خون بالا مؤثر باشد.
کلونیدین ممکن است برای کاهش علائم ترک دارو همراه با قطع ناگهانی مصرف طولانی مدت مواد افیونی، الکل، بنزودیازپین‌ها و نیکوتین (سیگار کشیدن) استفاده شود. این می‌تواند با کاهش پاسخ دستگاه عصبی سمپاتیک مانند تاکی‌کاردی و فشار خون بالا و همچنین کاهش تعریق، گرگرفتگی گرم و سرد و بی‌قراری عمومی، علائم ترک مواد افیونی را کاهش دهد. همچنین ممکن است در کمک به ترک سیگاری‌ها کمک کند. اثر آرام‌بخشی نیز دارد. با این حال، عوارض جانبی آن می‌تواند شامل بی‌خوابی باشد، بنابراین ویژگی رایج ترک اعتیاد را تشدید می‌کند. کلونیدین همچنین ممکن است باعث کاهش شدت سندرم پرهیز نوزادان در نوزادانی شود که از مادرانی که از داروهای خاصی به ویژه مواد مخدر استفاده می‌کنند، متولد می‌شوند. در نوزادان مبتلا به سندرم ترک نوزاد، کلونیدین ممکن است باعث بهبود در بخش مراقبت‌های ویژهٔ نوزادان شود.

## مکانیسم اثر
تصور می‌شود که اثر کلونیدین در پایین آوردن فشار خون ناشی از تحریک گیرنده‌های آلفا-۲ آدرنرژیک مرکزی باشد که منجر به کاهش جریان خروجی سمپاتیک به سمت قلب، کلیه‌ها و بستر عروق محیطی می‌شود. نتیجهٔ آن کاهش مقاومت عروق محیطی، کاهش فشار خون سیستولیک و دیاستولیک و کاهش سرعت ضربان قلب است.

## موارد منع مصرف
1. به منظور جلوگیری از بروز بحران فشار خون، مصرف این دارو باید به تدریج قطع شود.
2. این دارو در موارد زیر باید با احتیاط فراوان مصرف شود: سندرم رینود یا سایر بیماری‌های انسدادی عروق محیطی، سابقهٔ افسردگی و پورفیری (در این مورد عدم مصرف دارو ترجیح داده می‌شود).
3. در صورت وجود اختلال در عملکرد کلیه، کاهش مقدار مصرف دارو ممکن است ضروری باشد.
4. اگر برای جراحی نیاز به قطع درمان باشد، توصیه می‌شود که آخرین دُز حداکثر ۴–۶ ساعت قبل از جراحی و از داروهای تزریقی پایین‌آورندهٔ فشار خون استفاده شود.
5. اندازه‌گیری فشار خون در فواصل منظم در طول درمان با این دارو ضروری است.

## عوارض جانبی
خواب‌آلودگی، خشکی دهان، تسکین، افسردگی، احتباس مایعات، برادی‌کاردی، سندرم رینود، سردرد، سرگیجه، احساس سرخوشی، بی‌قراری شبانه و یبوست با مصرف این دارو گزارش شده‌است.

## تداخل دارویی
داروهای ضدافسردگی سه‌حلقه‌ای ممکن است اثرات کاهندهٔ فشار خون کلونیدین را کاهش دهند. در صورت مصرف همزمان کلونیدین با مسدودکننده‌های گیرنده‌های بتا-آدرنرژیک، قطع مصرف کلونیدین ممکن است موجب بحران فشار خون شود.

## توصیه‌ها
1. مصرف این دارو حتی در صورت احساس بهبودی باید ادامه یابد.
2. این دارو، افزایش فشار خون را درمان نمی‌کند، بلکه آن را کنترل می‌نماید. از این رو مصرف دارو ممکن است تا آخر عمر ضروری باشد.
3. مراجعه به پزشک، پیش از قطع مصرف دارو ضروری است، زیرا ممکن است کاهش تدریجی مقدار مصرف برای جلوگیری از بروز زیادی واجهشی فشار خون لازم باشد.
4. به علت احتمال بروز خواب‌آلودگی، از رانندگی و کار کردن با وسایلی که نیاز به هوشیاری دارد، باید خودداری شود.
5. از مصرف سایر داروها، به خصوص داروهای مقلد سمپاتیک که نیاز به نسخه ندارند، و داروهای تضعیف‌کنندهٔ دستگاه عصبی مرکزی باید خودداری شود.
6. توصیه می‌شود به منظور اطمینان از کنترل فشار خون در طول شب و کاهش حالت خواب‌آلودگی در روز، آخرین مقدار مصرف روزانهٔ دارو هنگام خواب باشد.
7. در صورت فراموش کردن یک نوبت مصرف دارو، به محض به یاد آوردن، آن نوبت باید مصرف شود. اگر بیش از ۲ نوبت مصرف دارو فراموش شد، به دلیل احتمال بروز واکنش شدید، حتماً با پزشک مشورت گردد.
8. کلونیدین برای درمان هایپرهیدروزیس نیز به‌کار برده می‌شود؛ بنابراین اگر طی دورهٔ مصرف دارو دچار افزایش حرارت بدن شده و با کمبود تعریق مواجه شدید، در اولین فرصت ممکن با پزشک خود تماس گرفته و این مورد را مطرح نمایید.

## مقدار مصرف
به‌عنوان پایین‌آورندهٔ فشار خون، ابتدا ۰٫۱ میلی‌گرم ۲ بار در روز مصرف می‌شود. در صورت نیاز به کنترل فشار خون، مقدار مصرف هر هفته ۰٫۱ میلی‌گرم افزایش می‌یابد. به عنوان مقدار نگهدارندهٔ ۰٫۶–۰٫۲ میلی‌گرم در روز در مقادیر منقسم مصرف می‌شود. به منظور کاهش فوری فشار خون (ولی نه در موارد اضطراری)، مقدار حمله‌ای ۰٫۲ میلی‌گرم مصرف شود و سپس ۰٫۱ میلی‌گرم هر یک ساعت تا زمانی که فشار خون دیاستولی کنترل گردد، یا مقدار مصرف تام به ۰٫۸ میلی‌گرم برسد، مصرف می‌گردد. سپس بیمار با مقدار نگهدارندهٔ دارو باید کنترل شود.
به عنوان پیشگیری از بروز سردردهای عروقی در بزرگسالان، ابتدا ۰٫۰۲۵ میلی‌گرم ۲ تا ۴ بار در روز مصرف می‌شود که این مقدار می‌تواند تا حداکثر ۰٫۰۵ میلی‌گرم ۳ بار در روز افزایش یابد. در درمان قاعدگی دردناک مقدار ۰٫۰۲۵ میلی‌گرم ۲ بار در روز به مدت ۱۴ روز قبل از قاعدگی و طی آن مصرف می‌شود. به عنوان داروی کمکی در درمان سندرم یائسگی، مقدار ۰٫۰۲۵–۰٫۰۷۵ میلی‌گرم ۲ بار در روز مصرف می‌شود.